# Saison 7 de Doctor Who
Cet article concerne la seconde série. Pour la première, voir Saison 7 de Doctor Who, première série.
Chronologie
Saison 6 Spéciaux - 2013
Cet article présente les épisodes de la septième saison de la seconde série télévisée Doctor Who.

## Synopsis de la saison
Le Docteur va rencontrer une même personne à plusieurs reprises. Mais à chaque fois qu'il la rencontre, elle meurt. Qui est cette fille impossible ?

## Distribution

### Acteurs principaux
- Matt Smith : Onzième Docteur
- Karen Gillan : Amy Pond
- Arthur Darvill : Rory Williams
- Jenna-Louise Coleman : Clara Oswald

### Acteurs récurrents
- Dan Starkey : Strax (Noël 2012, Épisodes 12 et 13)
- Richard E. Grant : Dr Siméon / Grande Intelligence (Noël 2012, Épisodes 7 et 13)
- Neve McIntosh : Mme Vastra (Noël 2012, Épisodes 12 et 13)
- Catrin Stewart : Jenny Flint (Noël 2012, Épisodes 12 et 13)
- Mark Williams : Brian Williams (Épisodes 2 et 4)
- Jemma Redgrave : Kate Stewart (Épisode 4)
- Alex Kingston : River Song (Épisodes 5 et 13)
- John Hurt : Docteur de la guerre (Épisode 13)
- David Bradley : Solomon (Épisode 2)
- Caitlin Blackwood (en) : Amy Pond enfant (Épisode 5)

## Production
La septième saison de Doctor Who compte quinze épisodes, avec six épisodes diffusés en 2012 (dont l'épisode de Noël) et huit en 2013, et les dates de sorties ont été prévues afin de coïncider avec le cinquantième anniversaire de la série en 2013.
Les acteurs Matt Smith (le onzième Docteur) et Karen Gillan (Amy Pond) sont présents dans la distribution.
Karen Gillian a confirmé son retour dans le rôle d'Amy Pond dans le début de la prochaine saison. Pour des raisons de planning (Karen Gillan et Arthur Darvill devant jouer au théâtre) le tournage de la saison 7 débutera le 20 février 2012, et Steven Moffat a annoncé au Comic Con de Paris que le mode de diffusion de la série serait fortement changé, en effet, la première partie de la saison 7 serait prévue pour l'automne 2012, et la seconde pour 2013, après l'un des deux épisodes de Noël (La Dame de glace).
Steven Moffat a annoncé, lors d'une conférence de presse à Londres le 15 décembre 2011, que la saison 7 serait la dernière pour Amy (Karen Gillan) et Rory (Arthur Darvill) et a ainsi indiqué « The final days of the Ponds are coming. » (Les derniers jours des Pond arrivent.). Ils partiront dans le cinquième épisode au cours duquel ils affronteront les Anges Pleureurs.
Une nouvelle compagne apparaît au sixième épisode (épisode de Noël), jouée par Jenna-Louise Coleman. Selon Steven Moffat, « qui elle est, comment le Docteur la rencontre, et même où il la trouve, font tous partie d'un des plus grands mystères que le Seigneur du Temps ait jamais rencontré. »
Son prénom est Clara, choisi afin d'honorer la mémoire de Elisabeth Sladen (l'actrice qui interprétait Sarah Jane Smith et dont le nom entier est Elisabeth Clara Heath-Sladen), morte d'un cancer le 19 avril 2011.

### Réalisation
| Block | Épisode(s)                                                   | Réalisateur.trice  | Scénariste(s)    | Producteur.trice             |
| ----- | ------------------------------------------------------------ | ------------------ | ---------------- | ---------------------------- |
| X     | Le Docteur, la Veuve et la Forêt de Noël (Spécial Noël 2011) | Farren Blackburn   | Steven Moffat    | Marcus Wilson                |
| 1     | Des dinosaures dans l'espace (Épisode 2)                     | Saul Metzstein     | Chris Chibnall   | Marcus Wilson                |
| 1     | La Ville de la miséricorde (Épisode 3)                       | Saul Metzstein     | Toby Whithouse   | Marcus Wilson                |
| 2     | L'Asile des Daleks (Épisode 1)                               | Nick Hurran        | Steven Moffat    | Marcus Wilson                |
| 2     | Les Anges prennent Manhattan (Épisode 5)                     | Nick Hurran        | Steven Moffat    | Marcus Wilson                |
| 3     | L'Invasion des cubes (Épisode 4)                             | Douglas Mackinnon  | Chris Chibnall   | Marcus Wilson                |
| 4     | Le Fantôme de Caliburn (Épisode 9)                           | Jamie Payne        | Neil Cross       | Marcus Wilson                |
| 4     | Destruction mutuelle assurée (Épisode 8)                     | Douglas Mackinnon  | Mark Gatiss      | Marcus Wilson                |
| 5     | Le Cauchemar écarlate (Épisode 11)                           | Saul Metzstein     | Mark Gatiss      | Marcus Wilson                |
| 5     | La Dame de glace (Spécial Noël 2012)                         | Saul Metzstein     | Steven Moffat    | Marcus Wilson                |
| 6     | Voyage au centre du TARDIS (Épisode 10)                      | Mat King           | Stephen Thompson | Marcus Wilson                |
| 7     | Enfermés dans la toile (Épisode 6)                           | Colm McCarthy      | Steven Moffat    | Denise Paul et Marcus Wilson |
| 7     | Les Anneaux d'Akhaten (Épisode 7)                            | Farren Blackburn   | Neil Cross       | Denise Paul et Marcus Wilson |
| 8     | Le Cyberplanificateur (Épisode 12)                           | Stephen Woolfenden | Neil Gaiman      | Denise Paul et Marcus Wilson |
| 8     | Le Nom du Docteur (Épisode 13)                               | Saul Metzstein     | Steven Moffat    | Denise Paul et Marcus Wilson |

## Diffusion
En France, la première partie de la saison a été diffusée le samedi 25 mai 2013 et le samedi 1er juin 2013, chaque soirée diffusant trois épisodes inédits. La deuxième partie de la saison a été diffusée le samedi 15 juin 2013, chaque soirée diffusant 2 épisodes inédits.

## Liste des épisodes

### Spécial Noël 2011:Le Docteur, la Veuve et la Forêt de Noël
- Royaume-Uni : 25 décembre 2011 sur BBC One
- France : 22 décembre 2012 sur France 4

- Royaume-Uni : 10,77 millions de téléspectateurs (première diffusion)[réf. nécessaire]

### Épisode 1:L’Asile des Daleks
- Royaume-Uni : 1er septembre 2012 sur BBC One
- France : 25 mai 2013 sur France 4
- Québec : 20 août 2013 sur Ztélé[6]

- Royaume-Uni : 8,33 millions de téléspectateurs[réf. souhaitée] (première diffusion)

- Jenna-Louise Coleman (Oswin Oswald)

### Épisode 2:Des dinosaures dans l’espace
- Royaume-Uni : 8 septembre 2012 sur BBC One
- France : 25 mai 2013 sur France 4
- Québec : 27 août 2013 sur Ztélé

- Royaume-Uni : 7,57 millions de téléspectateurs[réf. souhaitée] (première diffusion)

- Mark Williams

### Épisode 3:La Ville de la miséricorde
- Royaume-Uni : 15 septembre 2012 sur BBC One
- France : 25 mai 2013 sur France 4
- Québec : 3 septembre 2013 sur Ztélé

- Royaume-Uni : 8,42 millions de téléspectateurs[réf. souhaitée] (première diffusion)

### Épisode 4:L’Invasion des cubes
- Royaume-Uni : 22 septembre 2012 sur BBC One
- France : 1er juin 2013 sur France 4
- Québec : 10 septembre 2013 sur Ztélé

- Royaume-Uni : 7,67 millions de téléspectateurs[réf. souhaitée] (première diffusion)

- Mark Williams

### Épisode 5:Les Anges prennent Manhattan
- Royaume-Uni : 29 septembre 2012 sur BBC One
- France : 1er juin 2013 sur France 4
- Québec : 17 septembre 2013 sur Ztélé

- Royaume-Uni : 7,82 millions de téléspectateurs[réf. souhaitée] (première diffusion)

- Alex Kingston (River Song)

### Spécial Noël 2012:La Dame de glace
- Royaume-Uni : 25 décembre 2012 sur BBC One
- France : 1er juin 2013 sur France 4
- Québec : 24 septembre 2013 sur Ztélé

- Royaume-Uni : 9,87 millions de téléspectateurs[réf. souhaitée] (première diffusion)

- Richard E. Grant (Dr Simeon)
- Ian McKellen (voix de La Grande Intelligence)
- Neve McIntosh (Madame Vastra)
- Dan Starkey (Strax)
- Catrin Stewart (Jenny Flint)

### Épisode 6:Enfermés dans la toile
- Royaume-Uni : 30 mars 2013 sur BBC One
- France : 15 juin 2013 sur France 4
- Québec : date inconnue sur Ztélé

- Royaume-Uni : 8,44 millions de téléspectateurs[réf. souhaitée] (première diffusion)

### Épisode 7:Les Anneaux d'Akhaten
- Royaume-Uni : 6 avril 2013 sur BBC One
- France : 15 juin 2013 sur France 4
- Québec : date inconnue sur Ztélé

- Royaume-Uni : 7,45 millions de téléspectateurs[réf. souhaitée] (première diffusion)

### Épisode 8:Destruction mutuelle assurée
- Royaume-Uni : 13 avril 2013 sur BBC One
- France : 22 juin 2013 sur France 4
- Québec : date inconnue sur Ztélé

- Royaume-Uni : 7,37 millions de téléspectateurs[réf. souhaitée] (première diffusion)

### Épisode 9:Le Fantôme de Caliburn
- Royaume-Uni : 20 avril 2013 sur BBC One
- France : 22 juin 2013 sur France 4
- Québec : date inconnue sur Ztélé

- Royaume-Uni : 6,61 millions de téléspectateurs[réf. souhaitée] (première diffusion)

### Épisode 10:Voyage au centre du TARDIS
- Royaume-Uni : 27 avril 2013 sur BBC One
- France : 29 juin 2013 sur France 4
- Québec : date inconnue sur Ztélé

- Royaume-Uni : 6,5 millions de téléspectateurs[réf. souhaitée] (première diffusion)

### Épisode 11:Le Cauchemar écarlate
- Royaume-Uni : 4 mai 2013 sur BBC One
- France : 29 juin 2013 sur France 4
- Québec : date inconnue sur Ztélé

- Royaume-Uni : 6,47 millions de téléspectateurs[réf. souhaitée] (première diffusion)

- Neve McIntosh (Madame Vastra)
- Dan Starkey (Strax)
- Catrin Stewart (Jenny Flint)

### Épisode 12:Le Cyberplanificateur
- Royaume-Uni : 11 mai 2013 sur BBC One
- France : 6 juillet 2013 sur France 4
- Québec : date inconnue sur Ztélé

- Royaume-Uni : 6,64 millions de téléspectateurs[réf. souhaitée] (première diffusion)

### Épisode 13:Le Nom du Docteur
- Royaume-Uni : 18 mai 2013 sur BBC One
- France : 6 juillet 2013 sur France 4
- Québec : date inconnue sur Ztélé

- Royaume-Uni : 7,47 millions de téléspectateurs[réf. souhaitée] (première diffusion)

- John Hurt (Docteur de la guerre)
- Alex Kingston (River Song)
- Richard E. Grant (La Grande Intelligence)
- Neve McIntosh (Madame Vastra)
- Dan Starkey (Strax)
- Catrin Stewart (Jenny Flint)

## Bande originale
| Disque n°. | Piste n°. | Titres des pistes                                   | Temps des pistes | Musiques en provenance de :                |
| ---------- | --------- | --------------------------------------------------- | ---------------- | ------------------------------------------ |
| 1          | 1         | "They Are Everywhere"                               | 3:12             | "Asylum of the Daleks"                     |
| 1          | 2         | "Save Us"                                           | 0:51             | "Asylum of the Daleks"                     |
| 1          | 3         | "Dalek Parliament"                                  | 2:01             | "Asylum of the Daleks"                     |
| 1          | 4         | "Oswin Oswald"                                      | 1:03             | "Asylum of the Daleks"                     |
| 1          | 5         | "Towards the Asylum"                                | 2:25             | "Asylum of the Daleks"                     |
| 1          | 6         | "A Probe in the Snow"                               | 1:55             | "Asylum of the Daleks"                     |
| 1          | 7         | "Amy and Rory Together"                             | 1:50             | "Asylum of the Daleks"                     |
| 1          | 8         | "The Terrible Truth"                                | 3:25             | "Asylum of the Daleks"                     |
| 1          | 9         | "Dinosaurs on a Spaceship / Pterodactyls"           | 1:44             | "Dinosaurs on a Space Ship"                |
| 1          | 10        | "Brian"                                             | 1:20             | "Dinosaurs on a Space Ship"                |
| 1          | 11        | "Take a Ride on Tricey"                             | 2:02             | "Dinosaurs on a Space Ship"                |
| 1          | 12        | "Make Peace"                                        | 0:52             | "A Town Called Mercy"                      |
| 1          | 13        | "Welcome to Mercy"                                  | 1:45             | "A Town Called Mercy"                      |
| 1          | 14        | "Out West"                                          | 3:35             | "A Town Called Mercy"                      |
| 1          | 15        | "Gunslingers"                                       | 1:08             | "A Town Called Mercy"                      |
| 1          | 16        | "The Salvation of Kahler Jex"                       | 2:20             | "A Town Called Mercy"                      |
| 1          | 17        | "Our Little Town's Prosecutor"                      | 1:39             | "A Town Called Mercy"                      |
| 1          | 18        | "Cubes"                                             | 0:44             | "The Power of Three"                       |
| 1          | 19        | "While We Waited"                                   | 2:12             | "The Power of Three"                       |
| 1          | 20        | "Brian's Log"                                       | 0:55             | "The Power of Three"                       |
| 1          | 21        | "New York New York?"                                | 1:51             | "The Angels Takes Manhattan"               |
| 1          | 22        | "I Am You"                                          | 3:25             | "The Angels Takes Manhattan"               |
| 1          | 23        | "Melody Malone"                                     | 1:50             | "The Angels Takes Manhattan"               |
| 1          | 24        | "Little Angels"                                     | 2:37             | "The Angels Takes Manhattan"               |
| 1          | 25        | "My Husband's Home"                                 | 2:43             | "The Angels Takes Manhattan"               |
| 1          | 26        | "Hide the Damage"                                   | 2:19             | "The Angels Takes Manhattan"               |
| 1          | 27        | "Almost the End"                                    | 1:20             | "The Angels Takes Manhattan"               |
| 1          | 28        | "Together or Not at All - The Song of Amy and Rory" | 3:16             | "The Angels Takes Manhattan"               |
| 1          | 29        | "Goodbye Pond"                                      | 2:50             | "The Angels Takes Manhattan"               |
| 1          | 30        | "Cumbria 1207"                                      | 1:36             | "The Bells of Saint John"                  |
| 1          | 31        | "Monking About"                                     | 0:44             | "The Bells of Saint John"                  |
| 1          | 32        | "Spoonheads"                                        | 2:09             | "The Bells of Saint John"                  |
| 1          | 33        | "Clara?"                                            | 3:24             | "The Bells of Saint John"                  |
| 1          | 34        | "A Turbulent Flight"                                | 2:13             | "The Bells of Saint John"                  |
| 1          | 35        | "Bah Bah Biker"                                     | 0:42             | "The Bells of Saint John"                  |
| 1          | 36        | "Up the Shard"                                      | 3:04             | "The Bells of Saint John"                  |
| 1          | 37        | "I Might Change My Mind"                            | 2:45             | "The Bells of Saint John"                  |
| 2          | 1         | "The Leaf"                                          | 2:56             | "The Rings of Akhaten"                     |
| 2          | 2         | "Something Awesome"                                 | 1:24             | "The Rings of Akhaten"                     |
| 2          | 3         | "Market Day"                                        | 1:34             | "The Rings of Akhaten"                     |
| 2          | 4         | "Merry Gejelh"                                      | 2:35             | "The Rings of Akhaten"                     |
| 2          | 5         | "God of Akhaten"                                    | 3:45             | "The Rings of Akhaten"                     |
| 2          | 6         | "The Speeder"                                       | 0:53             | "The Rings of Akhaten"                     |
| 2          | 7         | "Never Wake"                                        | 1:01             | "The Rings of Akhaten"                     |
| 2          | 8         | "The Long Song"                                     | 3:38             | "The Rings of Akhaten"                     |
| 2          | 9         | " Infinite Potential"                               | 2:06             | "The Rings of Akhaten"                     |
| 2          | 10        | " Always You, Never a Replacement"                  | 1:58             | "The Rings of Akhaten"                     |
| 2          | 11        | "Cold War"                                          | 3:59             | "Cold Wars"                                |
| 2          | 12        | "Skaldak"                                           | 2:44             | "Cold Wars"                                |
| 2          | 13        | "I Am a Ghost?"                                     | 1:50             | "Hide"                                     |
| 2          | 14        | "A Machine That Makes Machines"                     | 3:34             | "Journey To The Centre Of The T.A.R.D.I.S" |
| 2          | 15        | "Crimson Horror"                                    | 1:05             | "The Crimson Horror"                       |
| 2          | 16        | "Sweetville"                                        | 1:18             | "The Crimson Horror"                       |
| 2          | 17        | "Thomas Thomas"                                     | 1:20             | "The Crimson Horror"                       |
| 2          | 18        | "Hedgewick's World"                                 | 1:38             | "Nightmare in Silver"                      |
| 2          | 19        | "Tiberian Spiral Galaxy"                            | 0:53             | "Nightmare in Silver"                      |
| 2          | 20        | "Upgrade in Progress"                               | 0:39             | "Nightmare in Silver"                      |
| 2          | 21        | "The Dream of Cyberia"                              | 1:09             | "Nightmare in Silver"                      |
| 2          | 22        | "What a Brain"                                      | 0:54             | "Nightmare in Silver"                      |
| 2          | 23        | "Can't Win"                                         | 0:33             | "Nightmare in Silver"                      |
| 2          | 24        | "Your Orders Come from Me"                          | 0:47             | "Nightmare in Silver"                      |
| 2          | 25        | "Other Good News"                                   | 0:40             | "Nightmare in Silver"                      |
| 2          | 26        | "The Impossible Girl"                               | 2:33             | "Nightmare in Silver"                      |
| 2          | 27        | "Cyber Army"                                        | 0:57             | "Nightmare in Silver"                      |
| 2          | 28        | "The Emperor's Wife"                                | 3:10             | "Nightmare in Silver"                      |
| 2          | 29        | "Some Wednesday"                                    | 0:49             | "Nightmare in Silver"                      |
| 2          | 30        | "To Save the Doctor"                                | 1:28             | "The Name of the Doctor"                   |
| 2          | 31        | "A Letter to Clara"                                 | 1:22             | "The Name of the Doctor"                   |
| 2          | 32        | "What Is His Name?"                                 | 1:59             | "The Name of the Doctor"                   |
| 2          | 33        | "A Secret He Will Take to His Grave"                | 2:41             | "The Name of the Doctor"                   |
| 2          | 34        | "Trenzalore"                                        | 2:22             | "The Name of the Doctor"                   |
| 2          | 35        | "I Am Information"                                  | 1:27             | "The Name of the Doctor"                   |
| 2          | 36        | "Pain Everlasting"                                  | 2:22             | "The Name of the Doctor"                   |
| 2          | 37        | "Remember Me"                                       | 3:04             | "The Name of the Doctor"                   |
| 2          | 38        | "Glasgow (Bonus Track)"                             | 0:58             | Bonus Track                                |
| 2          | 39        | "Whisper Men (Bonus Track)"                         | 1:31             | Bonus Track                                |